# Qiu Zihan
Qiu Zihan (en chino: 邱子瀚; Jinan, 17 de enero de 1991) es un deportista chino que compitió en bádminton.
Ganó una medalla de plata en el Campeonato Mundial de Bádminton de 2015, en la prueba de dobles. En los Juegos Asiáticos de 2014 consiguió una medalla de plata en la prueba de equipo.

## Palmarés internacional
| Campeonato Mundial | Campeonato Mundial      | Campeonato Mundial | Campeonato Mundial |
| Año                | Lugar                   | Medalla            | Prueba             |
| ------------------ | ----------------------- | ------------------ | ------------------ |
| 2015               | Yakarta (Indonesia)     | Medalla de plata   | Dobles             |
| Juegos Asiáticos   |                         |                    |                    |
| Año                | Lugar                   | Medalla            | Prueba             |
| 2014               | Incheon (Corea del Sur) | Medalla de plata   | Equipo             |